# 国語国字問題
国語国字問題（こくごこくじもんだい）とは、日常で使用する言語・文字をいかに改良し、いかに定めるべきであるかについての問題である。本項では、国語としての日本語の表記法である漢字仮名交じり文とそれを構成する漢字、仮名遣いの在り方、改変に関わる近現代の言語政策（公的決定）など、表記をめぐって議論となる事柄について、第二次世界大戦後の「国語改革」以降のものを中心に取り上げる。

## 日本における主な政策の歴史

### 第二次世界大戦以前
国語国字問題は、言語の伝達において、何らかの抵抗や障害が意識されるところに発生し、外国語との比較による言語に対する文化的意義の自覚によって促進される。識字率引き上げや欧化主義、また逆に国粋主義などの様々な理由から、漢字の制限や表記の表音化について、明治時代から政府の内外で議論されていたのは、その好例である。それは「国語」の成立に大きく関係することであり、日本の近代化において必須不可避ともいえるものであった。
日本語の表記法として漢字を用いることの是非は、少なくとも江戸時代中期における国学の勃興以来、議論の対象となってきた。新井白石は、宣教師シドッティの取り調べで、西洋の文字の少なさに感心した。
漢字廃止論の先駆けとしてしばしば言及されるのが、1866年（慶応2年）、前島来輔（密）が、時の将軍徳川慶喜に提出した「漢字御廃止之議」と呼ばれる建白書（報告・提言）である。その趣旨は「漢字の習得は非効率であるため、漢字を廃止すべきである」というものであった。
後の文部大臣森有礼は1872年 - 1873年に日本における日本語使用を英語に切り換えることを論じたとされた。北一輝は英語と日本語の両方を敵視し、「合理的」なエスペラントの導入を提案した。
漢字廃止論・制限論については他に、次のような論者が知られる。
- 賀茂真淵『国意考』
  - 漢字の数の多さを批判し、仮名はアルファベットと似て表音文字であるため便利だと論じた。仏典が50文字からなる語で書かれていること、オランダ語は25文字しか用いないことなどを引き合いに出した。
- 本居宣長『玉勝間』
- 福澤諭吉『文字之教』及び文字之教端書 1873年（明治6年）
  - 漢字制限論。
- 西周『洋字ヲ以テ国語ヲ書スルノ論』（ローマ字推進）
- 近藤真琴
- 末松謙澄『日本文章論』（明治19年）
- 上田万年『国語のため』
- 南部義籌（ローマ字推進）
- 馬場辰猪『日本語文典』
- 上野陽一『教育能率の根本問題』1930年（昭和5年）

1900年（明治33年）、感動詞や字音語の長音を長音符「ー」で書き表す「棒引き仮名遣い」を小学校教科書で用いることが、小学校令施行規則に定められた。国語施策や国語教育によって国語国字の改良を行ったのである。しかし、あまり世評がよくなかったので、文部省は1908年（明治41年）に臨時仮名遣調査委員会を設置し、新たな改定案として「字音仮名遣は全て表音式にする」「国語仮名遣は活用語尾と助詞だけそのままで、その他は表音式にする」というものを出したが、結論らしい結論を得ないまま廃止された。
臨時国語調査会（のちの国語審議会の前身）が設置され、1922年（大正11年）11月に常用漢字1,962字を選定し、可決（戦後の当用漢字表を経て現在の常用漢字に至る）、1923年（大正12年）12月には仮名遣改定案を可決（現代仮名遣いの原型となる）。
漢字の使用を制限する動きとしては、1940年（昭和15年）に日本陸軍が「兵器名称用制限漢字表」を決定し、兵器の名に使える漢字を1,235字に制限した。
また、1942年（昭和17年）には国語審議会が、各省庁および一般社会で使用する漢字の標準を示した合計2,528字の「標準漢字表」を答申している。

### 戦後の国語改革
第二次世界大戦後の一時期には、漢字使用を制限し、日本語表記を単純化しようとする動きが強まった。
1946年（昭和21年）3月、連合国軍総司令部 (GHQ/SCAP) が招いた第一次アメリカ教育使節団が3月31日に第一次アメリカ教育使節団報告書を提出、学校教育における漢字の弊害とローマ字の便を指摘した（ローマ字論も参照）。
同年4月、志賀直哉は雑誌『改造』に「国語問題」を発表し、「日本語を廃止し、世界で一番美しい言語であるフランス語を採用することにしたらどうか」という趣旨の提案をした。また1945年11月12日、読売報知（今の読売新聞）は「漢字を廃止せよ」と題した社説を掲載した。
当時の国語審議会委員にも、日本語改革論者が多数就任し、漢字廃止やローマ字化など極論は見送られたものの、彼らが関与した「国語改革」が戦後の日本語に与えた影響は大きい。こうした動きを背景として、戦前から温められてきた常用漢字や仮名遣改定案を流用・修正した上で当用漢字と現代かなづかいが制定された。
なお、同様の漢字簡略化の動きは、識字率の向上に取り組んでいた中国においても見られ、中華人民共和国成立後全ての文字表記をピン音とする動きもあったが、最終的には簡体字が導入された。

#### 当用漢字表
当用漢字とは、狭義には1946年（昭和21年）11月16日に内閣から告示された「当用漢字表」に掲載された1850字の漢字を指し、広義にはそれに関連したいくつかの告示を総称する。当用漢字表においては、日常使用しないとされた漢字は使用が制限され、公用文書や一般社会で使用する漢字の範囲が示された。
従来は複雑かつ多様であった字体の簡素化も一部の文字で行われ、新字・新かなが制定された。新字体（新字）制定においては、漢字の構成要素ごとに体系的に変更を行う方式は採らず、慣用を参考に個別の文字を部分的に簡略化するのみにとどめた。
なお、当用漢字表では漢字の読みも制限したが、当初の当用漢字音訓表は「魚」の読みを「ギョ」と「うお」に制限し「さかな」の読みが認められなくなるなどの不合理が散見されたことで、1972年（昭和47年）6月28日に改定されている。

##### 熟語の交ぜ書き・書き換え
熟語を漢字と平仮名で表記する「交ぜ書き」の問題も、当用漢字表に端を発する。同表によれば、当用漢字で書けない言葉は言い換えて表現することになっていたが、実際には漢字を仮名で書いただけで元の言葉が使われ続け、漢字と仮名の「交ぜ書き」が多数生ずることとなった。顕著な例としては「改ざん」「けん引」「ばい煙」「漏えい」などがある（「交ぜ書き」せずに全て漢字で表記した場合はそれぞれ「改竄」「牽引」「煤煙」「漏洩」〈ろうせつ＝漏泄〉となる）。
なお、交ぜ書きは「けん引免許」など官公庁の用語として残っている場合もある。
国語審議会は1956年（昭和31年）7月5日、当用漢字の適用を円滑にするためとして、当用漢字表にない漢字を含む漢語を同音の別字（異体字関係にあるものを含む）に書き換えてもよいとして「同音の漢字による書きかえ」として報告した。
従来は複数の表記が存在した熟語を一本化する方向で例示したものには、次のようなものがある（括弧内が当用漢字表にない漢字を含む書き方）。
- 注文（註文）
- 遺跡（遺蹟） - 「本跡」のように、迹から跡に書き換えるものもある。
- 更生（甦生: 本来の読みは「そせい」→蘇生）- 表記の似た同音異義語に「更正」がある。
- 知恵（智慧）
- 略奪（掠奪）
- 妨害（妨碍、妨礙）- 「障害」も類似例であるが、近年は逆に「害」の文字が差別的であるなどとして「障碍者」の表記が復活する例もある。
- 意向（意嚮）
- 講和（媾和）
- 格闘（挌闘）
- 書簡（書翰）

一般には複数の書き方があったものの、専門用語として当用漢字表にない漢字を含む書き方をしていたものについて、当用漢字表内の漢字に書き換えることを認めたものには、次のようなものがある（括弧内が当用漢字表実施以前の書き方）。
- 骨格（骨骼）　：医学用語
- 奇形（畸形）　：医学用語

本来その語においては使われることのなかった当用漢字表内の漢字に書き換えることを認めたものには、次のようなものがある（括弧内が当用漢字表実施以前の書き方）。
- 防御（防禦）
- 扇動（煽動）
- 英知（叡智）
- 混交（混淆）
- 激高（激昂）

これらの「交ぜ書き」「書き換え」には、熟語本来の意味が不明瞭になるという問題点がある。漢字は「音」と「意」で成り立っており、熟語はそれを組み合わせて意味を表したものである。例えば「破綻」を「破たん」と交ぜ書きすると、本来は「破れ綻（ほころ）びる」という意味だが、平仮名の「たん」では意味が不明瞭になる。また「沈澱」から「沈殿」への書き換えでは、本来は「澱（おり）が沈む」という意味だが、「沈殿」では「殿が沈む」と意味が不明瞭になる。「煽動」から「扇動」への書き換えに至っては、「煽り動かす」から「扇を動かす」と全く異なる意味になってしまう。「書き換え」の中には支障の少ないものもあるが（「掩護」→「援護」など）、ただ単に漢字の音を仮借しただけのものも多々ある。
こうしたことから、「交ぜ書き」「書き換え」は、「熟語の成り立ちを破棄し、日本語文化を破壊した」、「行き過ぎた合理主義により日本語の乱れを認めてしまった」などと批判されることがある。

#### 当用漢字別表と人名用漢字別表
当用漢字のうち881字は、小学校教育期間中に習得すべき漢字として、1948年（昭和23年）2月16日に当用漢字別表という形でまとめられた。いわゆる「教育漢字」である。
人名については、同1948年（昭和23年）施行の戸籍法第50条には「子の名には、常用平易な文字を用いなければならない」とある。この範囲は当初は法務省令によって平仮名、片仮名、当用漢字であるとされており、当用漢字以外の漢字は新生児の戸籍の届出の際に使用することができなかった。1951年（昭和26年）には人名用漢字別表として92字を内閣から告示され、当用漢字外の漢字も一部認められることになった。
この人名用漢字別表は、数度の改定を経て1997年（平成9年）には285字を含むものとなった。札幌高等裁判所において、「常用平易な文字」であるのに人名用漢字別表に含まれないために子供の名として使用できなかったことを不服とした裁判で訴えが認められたことも要因の一つか、2004年（平成16年）9月27日付で488文字が追加された。当初は578文字の追加が見込まれていたが、世論を受けて人名にふさわしくない漢字（怨・痔・屍など）が削除された。

#### 漢字廃止批判と漢字仮名交じり前提論
当用漢字は、漢字全廃を目的としたものとしてしばしば批判されている。
1958年（昭和33年）から雑誌『聲』に連載された『私の國語敎室』で福田恆存は、すでに漢字制限は不可能であることが明らかになっていると指摘した。1961年（昭和36年）には表音主義者が多数を占め、毎回同じ委員が選出される構造となっていた国語審議会の総会から、舟橋聖一、塩田良平、宇野精一、山岸徳平ら、改革反対派の委員が退場する事件となった。
1962年（昭和37年）、国語審議会の委員に選出された吉田富三は、審議する立場を「国語は、漢字仮名交りを以て、その表記の正則とする。国語審議会は、この前提の下に、国語の改善を審議するものである」と規定することを提案した。
1965年（昭和40年）、森戸辰男・国語審議会会長は記者会見で、「漢字仮名交じり文が審議の前提。漢字全廃は考えられない」と述べた。
1966年（昭和41年）、総会の際中村梅吉・文部大臣は「当然のことながら国語の表記は、漢字仮名交じり文によることを前提と」すると挨拶した。

#### 現代かなづかい・現代仮名遣い
歴史的仮名遣を基に、1946年（昭和21年）11月16日に告示され現代の音韻に基づいて改変したのが「現代かなづかい」である。
「現代かなづかい」はもともと、表音式仮名遣いへ移行するまでの繋ぎとして考えられていた。しかし仮名遣いの完全な表音化は不可能であり、「現代かなづかい」はそのまま定着した。1986年（昭和61年）7月1日に内閣から告示された「現代仮名遣い」はそうした状況の追認であるといえる。従って、現在の「現代仮名遣い」は中途半端な形のまま、さまざまな矛盾を抱えている。
- 助詞の「は」「へ」「を」においては、発音と表記文字が異なり、歴史的仮名遣いの原則が維持されている。
- 和語においては、「鼻血」は「はな」と「ち」の合成語であるので形態素を意識した「はなぢ」と表記する。
- 漢語においては、すべて「じ」「ず」を用い、「ぢ」「づ」は用いない。「融通」を「ゆうずう」と表記するのもそのためである。また「地面」を「じめん」とするのが正則なのは、「地」は元々濁った「ヂ」（これは呉音、漢音はチ）の音読みを持っていたが、漢語の「ぢ、づ」はすべて「じ、ず」に書き換えることになっているからで、「地（ち）」が連濁しているわけではない。

### 常用漢字とJIS

#### 当用漢字から常用漢字へ
常用漢字は、1981年（昭和56年）に内閣から告示された漢字表に掲載された漢字1945字（常用漢字一覧参照）を指す。当用漢字表を基に制定されたものであるが、常用漢字は、当用漢字と比べて制限の緩い「目安」という位置付けになっている。
漢字をめぐるこうした政府の動きと前後して、JIS規格も、コンピュータなどで用いる漢字について、その漢字の種類（文字集合）と、各漢字をデータとして処理する際の数値表現（文字コード）の規格を独自に定める試みを続けてきた。
このうち、前者「文字集合」は常用漢字などと同じく、おびただしい数の漢字の中から一定数の漢字を取り出したもので、俗に「JIS漢字」と呼ばれる。2012年（平成24年）までに4回の改正が行われている。
最初のものは1978年（昭和53年）にJIS C 6226-1978で指定された6802字の文字群である。この規格は「78JIS」などと呼ばれる。1983年（昭和58年）には常用漢字の制定を受けて、JIS C 6226 の大幅改正が行われ、6877字の文字（非漢字を含む）が指定された。「83JIS」などと呼ばれる。1987年（昭和62年）に「JIS X 0208」と改称され、1990年（平成2年）には細かい例示字形変更と2字の追加が行われた。以降、1997年（平成9年）と2010年（平成12年）にもJIS X 0208の細かい改定が行われたが、これは直接「文字集合」の変更をするものではなかった。（以上の内容についてはJIS X 0208に詳しい）
83JISへの移行によって、300字近くもの例示字形が変更された。78JIS準拠の機器で作成された文書が、83JIS移行のJIS準拠の機器で字体が変わってしまうといった問題が指摘された。特に問題とされたのは伝統的字体（いわゆる康熙字典体）から簡略字体に変更されたものであった。78JISで「鷗、蠟」と示された文字が「鴎、蝋」となり、前者の字形は83JIS以降のJIS X 0208の範囲では事実上扱えなくなった。檜と桧、藪と薮など22組の符号位置が交換された。
JISの文字集合では、「包摂」の考え方によって新旧の字体を区別せず、一つの文字として扱っているものがあり、両者を区別したい場合にも区別できないという問題がある。その一方、「剣」「劒」「劍」や「鉄」「鐵」「銕」「鐡」のように、異体字にそれぞれ割り当てられている字もある。

#### 表外漢字字体表
表外漢字字体表の漢字一覧については、別項目「表外漢字字体表の漢字一覧」を参照のこと。
1980年代（昭和55年 - 平成元年）半ば以降、かな漢字変換を実現したワードプロセッサやコンピュータといった情報機器の普及は、それまで専ら手書きに頼っていた日本語の記述に大きな変化をもたらした。手書きと違って情報機器の漢字変換機能においては、画数の少ない漢字も多い漢字も記す手間は同じであり、使用者がその文字を知っていれば使えるようになった。例えば「驚愕」「愕然」「吃驚」「仰天」「びっくり」のいずれも、情報機器で記す手間は手書きほどの違いはない。それにより常用漢字外の漢字の使用環境が改善され、それまで減少の一途をたどっていた漢字の使用率が平衡あるいは増加に転じるようになった。
常用漢字表に示される簡略化された字体を、常用漢字表外の漢字に適用するかどうか、国語審議会答申の常用漢字表前文では「当面、特定の方向を示さず、各分野における慎重な検討にまつこととした」とし、国語審議会としての判断を保留した。前述の「83JIS」は簡略字体を常用漢字表外の漢字へと拡張しており（拡張新字体）、一般の書籍における漢字字体と情報機器の出力字体との間で乖離を生んでいた。また一部には「83JIS」の字体を積極的に採用する動きも出版界にあった。
このため、常用漢字表外の漢字字体に混乱が生じているとして、国語審議会が「字体選択のよりどころ」として一定の方針を示すことになったのが、「表外漢字字体表」（2000年（平成12年）12月最終答申）である。
表外漢字字体表では、実際の印刷物に使われている表外漢字を調査した結果、表外漢字の代表的なものとして1022字を挙げ、それらについておおむねいわゆる康熙字典体に準じた「印刷標準字体」を示した。うち22字については俗字体・略字体等を「簡易慣用字体」とし、示偏・食偏・之繞（しんにょう）の略字体（礻・飠・⻌）を許容字体とした（3部首許容）が、常用漢字表外の漢字については、伝統的な字体（⺬・𩙿・⻍）を本則とする方針が示された。
表外漢字字体表では、常用漢字のほかに2000年（平成12年）時点での人名用漢字についても対象外となっており、その時点の人名用漢字別表の字体を標準とすることになっている。また、1990年（平成2年）に人名用漢字に追加された「（つくりの者に点がない）曙」や「（1点しんにょう〈⻌〉の）蓮」についても同じ理由でそのままの字体が標準となり、「（つくりの者に点がある）曙」や「（2点しんにょう〈⻍〉の）蓮」は標準とはなっていない。これらの漢字は2004年（平成16年）のJIS X 0213改正でもそのままになっている。一方、2004年（平成16年）に人名用漢字に追加された「堵」や「逢」は表外漢字字体表の対象となっている漢字なので、それぞれつくりが者の中に点があるものと2点しんにょうのものが印刷標準字体となっており、2004年（平成16年）のJIS X 0213改正でも例示字形が印刷標準字体に整合するように改正されている。字体を検討する上で注意を要する。

#### マスメディアにおける熟語の交ぜ書き・書き換えの減少
当用漢字制定による熟語の「交ぜ書き」「書き換え」表記については、使用が強制されていたわけではなく、随筆や小説などの文学作品ではほとんど用いられていなかった。しかし新聞社や通信社、放送局などの報道機関は、日本新聞協会の取り決めなどにより、熟語の「交ぜ書き」「書き換え」による代用表記を多用した。新聞社が交ぜ書き表記を使用する主な理由としては、活版印刷ではルビ（振り仮名）を振ると組版コストが増大するため、漢字制限がコスト低減に役立つという理由があった。また、新聞各社は当用漢字の実施と同時にルビを廃止している。漢字の字数も読みも制限されていれば振り仮名は不要という考えからである。
そのため、新聞やテレビなどのニュース報道では「けん銃」「だ捕」「ら致」「破たん」「補てん」などと交ぜ書きの表記が多用されていた。
しかし、「交ぜ書き」は日本語として成立しにくい事や不評がある事により、日本新聞協会加盟社の用語担当者からなる集まりで、新聞紙上における用字用語について懇談する「新聞用語懇談会」では2000年（平成12年）12月の『表外漢字字体表』の答申と前後して、交ぜ書きの減少を検討した。
その後刊行された『記者ハンドブック 新聞用字用語集』では使用する漢字が増やされる傾向にある。それまでは交ぜ書きにされていた「危惧（きぐ）」、「蜂起」、「冥福」などが漢字で表記されるようになった。また、ルビを復活させた新聞もある。この傾向は新聞以外のマスメディアでも同様であり、公共放送のNHKでも『NHK新用字用語辞典』において、交ぜ書きを減らしている。
2020年代に入って新型コロナウイルスの「まん延（蔓延）」や、電力需給ひっ迫警報の「ひっ迫（逼迫）」といった用語が頻出するようになったため、交ぜ書きを減少すべきか再び議論になっている。
児童文学・小学校教科書の世界では強い漢字制限がかけられており、習っていない漢字は見せない、書かないという教育が続いているが、むしろルビを使うべきでありマンガやゲームのほうがよほど漢字の勉強になるという批判もある。

#### JIS X 0213:2004
表外漢字字体表は、一部においてJIS漢字の例示字形とはなはだしい異同があったが、2004年（平成16年）にJIS X 0213が改正され、例示字形を表外漢字字体表に整合させた。これによりコンピュータについても、印刷標準字体に沿った字形を標準とする環境に移行しつつある。
2007年（平成19年）には各種オペレーティングシステムで使われるフォントが相次いでJIS X 0213:2004例示字形に対応した。マイクロソフトが発売したWindows Vistaでは、標準搭載日本語フォント（メイリオ・MS ゴシック・MS 明朝）の字形をJIS X 0213:2004の例示字形とした。Vistaと後継のWindows 7には、旧来の字形を採用した「JIS90 互換 MS ゴシック・明朝フォントパッケージ」が用意されている。Appleは、Mac OS X v10.5発売に際して、JIS X 0213:2004の例示字形を標準とした日本語フォントヒラギノ ProN/StdNを新たに追加した。引き続き従来のヒラギノ Pro/Stdも附属する。情報処理推進機構は、無償公開しているIPAフォントの字形をVer.2からJIS X 0213:2004準拠とした。IPAフォントはLinuxなどオープンソースソフトウェアを含めプラットフォームを問わず誰でも無償で利用できる公共フォントと位置付けられている。

#### 2004年の人名漢字追加
上記、JIS X 0213:2004の改正と前後して、法務省が2004年（平成16年）に行った人名用漢字の変更（追加等）も、おおむね印刷標準字体によって行われた（「芦」「阪」「堺」など例外もある）。

#### 2010年の常用漢字改定
2010年（平成22年）に常用漢字が改定された。特徴としては、漢字の廃止や節減という動きと決別するように多くの漢字が追加されたことが挙げられる。一般名詞や代名詞などで幅広く使われていた漢字のみならず、前述の交ぜ書きを防ぐための漢字も追加された。また実生活上では初等教育から読み書きする必要があるにもかかわらず、これまで含まれていなかった都道府県名などに使われる漢字が追加された。
なお、新潟県の「潟」は1981年にすでに常用漢字に追加されている。
字形については、前述の表外漢字字体表の字形を参照し、JIS X 0213:2004の例示字形に合わせた文字を追加した。

## 日本語学との関係
在来の国語学においては、明治以来の国語国字問題の種々の論議を学問的領域から尽く除外するものもあれば、領域の一種として音声論や文法論と同列に位置づけて取り扱ったり、「知識の応用部面」として国語学の延長のごとく取り扱ったりなど、利用の仕方は様々であった。そのような中で「国語国字問題を対象とすべき」と明確に位置づけたのが時枝誠記である。時枝の立論は「言語は個人の実践的表現行為ないし理解行為そのものである」とする言語過程説の立場からなされているが、従来の国語学における研究方法に対して反省を促しているともいえるので、どのような立場から論じるにせよ、日本語学者は国語国字問題について無関心でいるわけにはいかない。

## 関連団体
- 公益財団法人日本のローマ字社
- 公益財団法人日本ローマ字会（ウェイバックマシン、2022年1月16日） - http://www.roomazi.org/[リンク切れ]
- 財団法人カナモジカイ（公式サイト）